# Canthidium guyanense
Canthidium guyanense là một loài bọ cánh cứng trong họ Bọ hung (Scarabaeidae).